# Bayerische Bierkönigin
Die Bayerische Bierkönigin ist die Repräsentantin des bayerischen Biers. Sie wird seit 2009 jeweils für ein Jahr gewählt.

## Geschichte

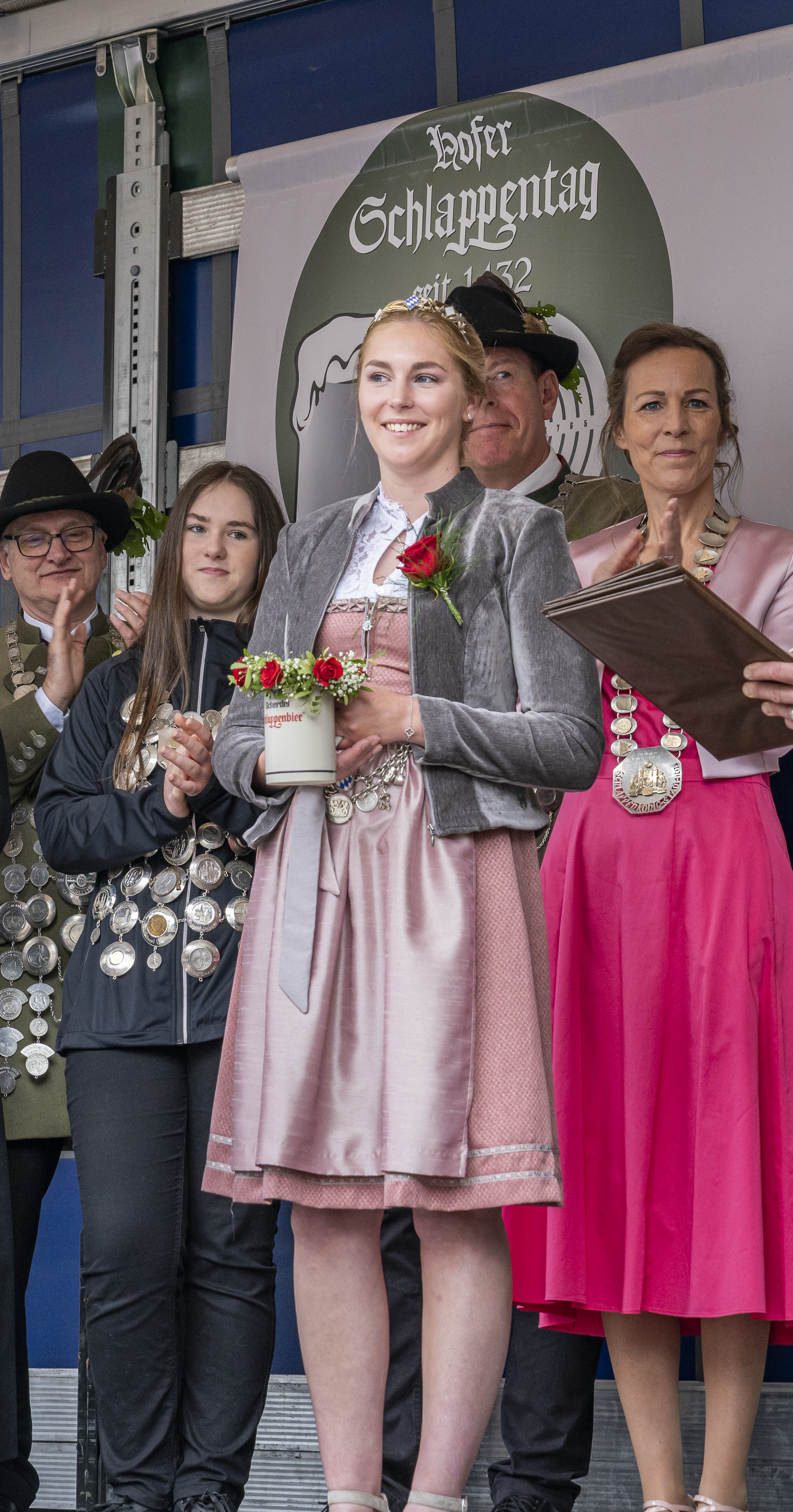
Bayerische Bierkönigin 2024–2025: Linnea Klee

Nachdem  seit 1931 die deutschen Weinbaugebiete alljährlich ihre Weinköniginnen küren, seit 1950 auch das in Bayern gelegene Weinbaugebiet Franken, und seit 1952 eine Hallertauer Hopfenkönigin gewählt wird, wurde erstmals 2009 vom Bayerischen Brauerbund ein Wettbewerb um den Titel der Bayerischen Bierkönigin ausgeschrieben.
Die Bewerberinnen für den Titel sollen aus Bayern kommen und mindestens 18 Jahre alt sein. Außerdem sollten sie die bayerische Tradition, Kultur und Gesellschaft kennen.
Die Regentschaft ist bislang Frauen vorbehalten. Die Bewerbung einer männlichen Bierkönigin wurde 2018 nach „Bewertung aller Argumente“ abgelehnt.

## Bierköniginnen
1. Franziska Sirtl. Die erste Wahl der Bayerischen Bierkönigin, die „Krönungsgala“, fand am 17. November 2009 in München statt. Der Jury gehörten Paul Breitner, Tourismus-Managerin Ulrike Schillo, Modemacherin und Trachtenkönigin Lola Paltinger, Wiesn-Wirt Sepp Krätz und der Präsident des Bayerischen Brauerbundes Michael Weiß an. In der Schlussrunde wurde von der Jury, der Bierkönigin-Online-Community (1 Stimme) und den Gästen der Krönungsgala (insgesamt 1 Stimme) die Bierkönigin gewählt. Zur ersten bayerischen Bierkönigin wurde Franziska Sirtl gekürt. Die 27-jährige Wirtstochter aus Olching setzte sich im Finale gegen sechs Mitbewerberinnen durch.[2]
2. Barbara Stadler. Am 14. April 2011 konnte die 23-jährige Barbara Stadler die Wahl zur zweiten bayerischen Bierkönigin für sich entscheiden. Dabei ließ die Tourismus-Studentin sechs Mitbewerberinnen hinter sich, die ebenfalls den Einzug in die Endrunde geschafft hatten. Ihre Regentschaft endete im April 2012.
3. Barbara Hostmann. Zur dritten Bayerischen Bierkönigin wurde am 19. April 2012 die Garmisch-Partenkirchnerin Barbara Hostmann gekürt. Die 21-jährige Kauffrau für Tourismus und Freizeit konnte sich gegen sechs weitere Finalistinnen durchsetzten. Ihre Regentschaft dauerte bis zur nächsten Wahl im April 2013.[3]
4. Maria Krieger. Im April 2013 wurde in der Alten Kongresshalle in München Maria Krieger zur vierten bayerische Bierkönigin gewählt.[4] Die Brauereitochter setzte sich nach einer  Internetabstimmung, in der sie den zweiten Platz belegte, im Finale deutlich gegen sechs Mitbewerberinnen durch.
5. Tina-Christin Rüger. Im Juni 2014 wurde in der Alten Kongresshalle in München Tina-Christin Rüger zur fünften bayerische Bierkönigin gewählt.[5][6] Sie ist die erste Bierkönigin, die aus Franken stammt.
6. Marlene Speck. Hobbybrauerin aus Starnberg, wurde im Mai 2015 in der Alten Kongresshalle in München zur sechsten Bayerischen Bierkönigin 2015–2016 gewählt[7][8]
7. Sabine-Anna Ullrich. Die Krankenschwester Sabine-Anna Ullrich aus Bürgstadt im Landkreis Miltenberg war die Bierkönigin 2016.[9][10]
8. Lena Hochstraßer. Am 19. Mai 2017 konnte sich Lena Hochstraßer aus Berg-Höhenrain im Landkreis Starnberg bei der Wahl zur 8. Bierkönigin gegen sechs Mitbewerberinnen durchsetzen. Die 22-Jährige ist Studentin der Romanistik im Haupt- und Pädagogik im Nebenfach.[11][12]
9. Johanna Seiler. IX. Bayerische Bierkönigin 2018–2019. Die 26-Jährige stammt aus Möttingen (Landkreis Donau-Ries) und ist zahnmedizinische Fachangestellte.[13][14]
10. Veronika Ettstaller. X. Bayerische Bierkönigin 2019–2020. Die 21-jährige Studentin aus Gmund am Tegernsee setzte sich im Mai 2019 deutlich gegen sechs Mitbewerberinnen durch.[15][16]
11. Sarah Jäger. XI. Bayerische Bierkönigin 2021–2022. Die 31-Jährige aus Schwandorf setzte sich im Mai 2021 im Finale gegen ihre fünf Mitbewerberinnen durch. Somit geht die Krone das erste Mal in die Oberpfalz.[17][18]
12. Mona Sommer, Brauerin und Mälzerin aus Weitnau im schwäbischen Landkreis Oberallgäu,[19] wurde im Mai 2023 im Münchner Löwenbräukeller zur Bayerischen Bierkönigin 2023–2024 gewählt.[20]
13. Linnea Klee, Brauerin aus Jetzendorf wurde nach der Jahreshauptversammlung des Bayerischen Brauerbundes zur Bierkönigin 2024–2025 gewählt.[21]